# Дора ди Валгризанш
Дора ди Валгризанш (на италиански: Dora di Valgrisenche), Доар дьо Валгризанш (на френски: Doire de Valgrisenche) е поток, който тече в продължение на повече от 26 км през долината Валгризанш в италианския регион Вале д'Аоста, и десен приток на река Дора Балтеа.

## Маршрут
Дора ди Валгризанш извира от басейна на Воде (Vaudet) в подножието на ледника Гларета. Малко по-надолу по течението образува изкуственото езеро Боргар (на италиански: Lago di Beauregard). Излизайки от езерото, Дора минава през цялата долина Валгризанш и се влива в река Дора Балтеа. В крайната си част Дора се нарича Поток Воде (на италиански: Torrente di Vaudet).
По пътя си Дора ди Валгризанш е използвана за производство на водноелектрическа енергия. В община Авиз се намира ВЕЦ Авиз, която използва водите на потока.